# Thalictrum decipiens
Thalictrum decipiens là một loài thực vật có hoa trong họ Mao lương. Loài này được B. Boivin miêu tả khoa học đầu tiên năm 1944.